# Semjon Tsjernetski
Semyon Alexandrovitsj Tsjernetski (Russisch: Семён Александрович Чернецкий), ook: Simeon Aleksandrovich Chernetsky, Semyon Chernetsky, Semjon Tschernezkij  (Odessa, 24 oktober 1881 – Moskou, 13 april 1950) was een Russisch componist, dirigent, trombonist en militair.

## Levensloop
Tsjernetski werd in een muzikaal gezin geboren. Zijn vader was violist en de moeder was pianiste. Hij ging op de muziek-academie in Odessa. In 1900 gat hij naar Chisinau, waar zijn oudere broer militaire kapelmeester van een dragonder-regiment is. Hier neemt hij het besluit om militaire muzikant te worden. Hij werkt eerst als assistent van zijn broer. Vanaf 1903 was hij kapelmeester van de Militaire kapel van de artillerie brigade in Chisinau. Aansluitend was hij tot 1910 kapelmeester van militaire orkesten in Odessa.
Vanaf 1911 studeerde Tsjernetski trombone bij Loetso, orkestratie bij Aleksandr Konstantinovitsj Glazoenov, orkestdirectie bij Nikolaj Tsjerepnin, instrumentatie bij M. O. Shtejnberg en compositie bij Jāzeps Vītols aan het Konservatorija im. N.V.Rimskogo-Korsakova (Russisch: Санкт-Петербургская государственная консерватория имени Н.А. Римского-Корсакова) in Sint-Petersburg, waar hij in 1917 afstudeerde.
Van 1918 tot 1924 werkte hij als inspecteur van de militaire kapellen in het district Petrograd (nu: Sint-Petersburg) en als dirigent van de samengevoegde militaire orkesten van het garnizoen van Leningrad. In 1924 werd hij aangesteld als hoofdinspecteur van de leger en marine muziekkorpsen van de Sovjet-Unie. Hij bleef in deze functie tot 1949. Tegelijkertijd was hij vanaf 1932 dirigent van het samengevoegde militaire orkest van het garnizoen van Moskou. Dit orkest verzorgde niet uitsluitend militaire, maar ook civiele optredens zoals concerten in het Grote Theater van de Sovjet-Unie. Hij reorganiseerde de opleiding van de muzikanten en de kapelmeesters van de muziekkorpsen van het Rode leger. Verder wilde hij de literatuur voor de muziekkorpsen vernieuwen en verbeteren.
In 1932 werd hij eerste dirigent van het nieuw opgerichte Muziekkorps van de Soviet-Armee en in 1935 was hij oprichter van het Muziekkorps van het ministerie van landsverdediging, dat qua bezetting model stond voor de andere militaire - en later ook civiele - muziekkorpsen. In dit orkest werden tenorhoorns, maar geen fagotten en saxofoons ingezet. Typische werken voor dit orkest zijn de in 1939 geschreven Symfonie nr. 19 in Es, op. 46 van Nikolaj Mjaskovski en ook de Ouverture in g, op. 60 van dezelfde componist, alsook marsen van Sergej Prokofjev en Aram Chatsjatoerjan. Dit orkest met ruim 200 muzikanten, dat in Moskou gestationeerd was, verzorgde talloze concerten in zieken- en bejaardenhuizen, in de kazernes en op parade- en marktpleinen.
Tsjernetskij werd als componist en dirigent met vele prijzen onderscheiden, zoals in 1946 met de Stalinprijs. De in 1944 tot Generaal-Majoor van het Rode leger bevorderde Tsjernetskij heeft rond 70 marsen en speciale werken voor militaire muziekkorpsen nagelaten.

## Composities

### Werken voor harmonieorkest
- 1922 Встречный марш Красной армии - (Mars van het rode leger)
- 1923 Встречный марш первого гвардейского кавалерийского корпуса - (Regimentsmars van het 1e Garde-Cavalerie-Regiment)
- 1924 Встречный марш второго гвардейского кавалерийского корпуса - (Regimentsmars van het 2e Garde-Cavalerie-Regiment)
- 1924 Ленинский призыв - (Lenins oproep - mars)[1]
- 1925 Встречный марш третьего гвардейского кавалерийского корпуса - (Regimentsmars van het 3e Garde-Cavalerie-Regiment)
- 1932 Индустриальный марш - (Industriëlen mars)
- 1933 GTO - (mars)
- 1936 Марш Первого Украинского фронта - Mars van het Eerste Oekraïense Front)
- 1937 Молодость - (Jeugd - mars)
- 1937 Московские пионеры марш - (De Moskovitische Pionieren)
- 1937 Краснознаменный комсомол марш - Krasnoznamennyj Komsomolz (Mars van de communistische jeugd-federatie)
- 1938 Onder de Banier van de Volkscommissaris
- 1939 Дружба народов СССР - (De volkenvriendschap van de Sovjet-Unie)
- 1940 Парад (Parade)[2]
- 1942 Торжественный марш - (Festival Mars - samen met: Z. Feldmann)
- 1943 Марш танкистов - (Mars van de Tanksoldaten)[3]
- 1943 Русский марш - (Russische mars)
- 1943 Марш гвардейцев-минометчиков - (Mars van de Minometsjikov-Garde)
- 1944 Герои Азербайджана - (De helden van Azerbeidzjan)
- 1944 Юбилейный встречный марш Красной Армии (Mars van de Garde-Officieren van het rode leger)
- 1944 Марш 8-ой гвардейской стрелковой дивизии им. генерала Панфилова - (Mars van de 8e Garde Divisie n.a. General Panfilov)[4]
- 1944 Марш Ленинградских гвардейских стрелковых дивизий - (Mars van de Leningrad Garde Infanterie Divisie)
- 1944 Родной Донбасс - (Podni Donbass - mars)
- 1944 Салют Москвы - (Salut Moskvi - Saluut aan Moscow)[5][6]
- 1944 Слава Родине - Slava Rodine - (Parade Mars "Glorie aan het Moederland")
- 1944 Вступление Красной Армии в Бухарест - (Mars "De intocht van het Rode Leger in Boekarest")[7]
- 1945 Вступление Красной Армии в Будапешт - (Mars "De intocht van het Rode Leger in Boedapest")[8]
- 1945 Праздник Победы - (Mars "De Viering van de Overwinning")
- 1946 Слявянский марш - (Sljavjanskij mars)
- Биробиджан марш - (Birobidzhan mars)
- Дни нашей жизни - (Mars "De dagen van ons leven")
- Победа за нами - (Mars "De overwinning ligt achter ons")
- Красная заря - (Mars "Het ochtendrood")
- Фанфарный марш - (fanfare-mars)
- Фанфарный марш гвардейских дивизий - (fanfare-mars van de Garde-divisie)
- Грузинский марш №1 - (Georgische mars Nr.1)
- Грузинский марш №2 - (Georgische mars Nr.2)
- Грузинский марш №3 - (Georgische mars Nr.3)
- Грузинский колонный марш - (Georgische colonne-mars)
- Казачий марш - (kozakken mars)
- Reservistenmars
- Mars "Luchtlandingstroepen"[9]
- Mars van de 8ste Garde-schutters-divisie
- Марш артиллеристов - Mars van de Artillerie[10]
- Mars van de Drafted Divisie
- Mars van de Garde Mortiersoldaten[11]
- Марш первой гвардейской мотострелковой московской дивизии - (Mars van de 1e divisie van de Moskous motor-schutters)
- Марш первой гвардейской стрелковой дивизии - (Mars van de 1e Garde-schutters-divisie)
- Марш 53-й гвардейской стрелковой дивизии - (Mars van de 53e Garde-schutters-divisie)
- Марш гвардейской артиллерии - (Mars van de Garde-Artillerie)
- Герои Сталинграда"("Героям Сталинграда") - Mars van de helden van Stalingrad
- Mars van de Mijnenvegers
- Встречный марш офицерских училищ - (Mars van de Officiersschool)
- Марши военных лет - (Marsen van de militaire jaren)
- Молдавский марш - (Moldavische mars)
- Парад - Parade, mars
- Походный марш - (marsachtig)
- Торжественный марш "Рокоссовский" - (Feestmars "Rokossovsky")[12]
- Украинский марш (№1) - Oekraïense mars (Nr. 1)
- Украинский марш №2 - Oekraïense mars Nr. 2
- Песня-марш Всеобуча - (marslied "Vseobucha")

## Media
1. ↑  Ленинский призыв - (Lenins oproep - mars)
2. ↑  Парад (Parade)
3. ↑  Марш танкистов - (Mars van de Tanksoldaten) door de Muziekkapel van het Leningrad (Sint-Petersburg) militair-district hoofdkwartier o.l.v. kolonel N. Uschapovski[dode link]
4. ↑  Марш 8-ой гвардейской стрелковой дивизии им. генерала Панфилова - (Mars van de 8ste Garde Divisie n.a. General Panfilov)
5. ↑  Salute to Moscow
6. ↑  Салют Москвы - (Salut Moskvi - Saluut aan Moscow) door de Centrale militaire muziekkapel van het Russisch ministerie van landsverdediging o.l.v. Valery Khalilov[dode link]
7. ↑  Вступление Красной Армии в Бухарест - (Mars "De intocht van het Rode Leger in Boekarest")
8. ↑  Вступление Красной Армии в Будапешт - (Mars "De intocht van het Rode Leger in Boedapest") door de Centrale militaire muziekkapel van het Russisch ministerie van landsverdediging o.l.v. Sergej Durygin[dode link]
9. ↑  Mars "Luchtlandingstroepen"
10. ↑  Марш артиллеристов - Mars van de Artillerie
11. ↑  Mars van de Garde Mortiersoldaten
12. ↑  Торжественный марш "Рокоссовский" - (Feestmars "Rokossovsky")

- Gemeinsame Normdatei: 1103700235
- International Standard Name Identifier: 0000 0000 8193 7487
- Library of Congress Control Number: no2006079366
- Nationale Bibliotheek van Letland: 000171884
- MusicBrainz: fd9e8be3-3266-4ab2-998b-af168f2e4a43
- Nationale Bibliotheek van Tsjechië: mzk2011664526
- Nederlandse Thesaurus van Auteursnamen: 270186972
- Virtual International Authority File: 2224847
- WorldCat: E39PBJg8JFfHDWwWBKMp7t384q